# بیژن صیفوری
بیژن صیفوری، (زاده ۱۶ اردیبهشت ۱۳۴۷ کردستان) طراحِ گرافیک، مدیر هنری، عکاس، نویسنده و مدرس دانشگاه ایرانی است. کودکی و نوجوانی‌اش، در میانهٔ انقلاب و جنگ، در شهرهای مرزی غرب ایران می‌گذرد. اولین کارهای او در ده‌سالگی، هم‌زمان با انقلاب ۱۳۵۷ در نشریات آن دوران به چاپ می‌رسند و در نوجوانی اولین پوسترهای خود را با استنسیل می‌سازد و بر دیوارهای شهر سنندج می‌آویزد.
او پس از قبولی با رتبهٔ اول در کنکور و ورود به دانشکدهٔ هنرهای زیبای دانشگاه تهران، از ۱۳۶۷ در استودیوی شخصی‌اش در تهران به کار حرفه‌ای می‌پردازد. او دانش‌آموخته رشته ارتباط تصویری از دانشکده هنر‌های زیبا، دانشگاه تهران است.
بیژن صیفوری را در طراحی گرافیک با نوآوری‌ها و سبکِ ویژه‌اش در تایپوگرافی ایرانی می‌شناسند. پرداختن به حروف به عنوان موضوع اصلی کار و نگاه بیان‌گرا و مفهومی در دیزاین، شخصیت کاری او را متمایز می‌کند. صیفوری مدیریت هنری و طراحی گرافیک برای صدها پروژهٔ فرهنگی-هنری و ده‌ها ناشر و مجله را در کارنامهٔ خود دارد. او همچنین داور و نمایشگاه‌گردان برای بسیاری از رویدادهای هنر معاصر ایران بوده‌است.

## فعالیت‌ها
او در سال ۱۳۸۰، رنگ پنجم را به‌همراه رضا عابدینی، مجید عباسی، ساعد مشکی و علی‌رضا مصطفی‌زاده پایه‌گذاری می‌کند  و در سال ۱۳۸۳ به پیشنهادمرتضی ممیز، سرپرستی کمیته فرهنگی انجمن صنفی طراحان گرافیک ایران را می‌پذیرد. بیژن در سال ۱۳۸۵، برای پروژهٔ Remastered، به همراه ۵۵ هنرمند از سراسر جهان برای بازآفرینی شاهکارهای هنری به سانفرانسیسکو دعوت می‌شود، و از ۱۳۸۹ عضو شورای سردبیری مجلهٔ انجمن طراحان ایتالیا AIAP است. او به‌تازگی MeFoundation، بنیادی برای دیزاین را در میلان ایتالیا پایه‌گذاری و مدیریت هنری کرده‌است و داور مسابقه و نمایشگاه جهانی پوستر Mut Zur Wut در آلمان بوده‌ است.
بیژن صیفوری از اوایل سال ۱۳۹۰، کاستیِ همگانی (General Defection) را رونمایی می‌کند. مجموعه‌ای که رکوردِ برترین فروش در نمایشگاه عکاسی معاصر جهان، حراج بونامز ۲۰۱۱ را از آن خود می‌کند، و در نمایشگاه‌ها و حراجی‌های دیگری همچون کریستیز، آرت دوبی، حراج تهران، پاریس فوتو ۲۰۱۴ و آرت آنکارا ۲۰۱۵ عرضه می‌شود. مجموعه آثاری مفهومی، برگرفته از ادبیات عرفانی ایران و در جهان اندیشگی مولوی، که به‌گفتهٔ منتقدین اروپایی، بازیابیِ هنرِ گرافیک در جهانِ تکنولوژیکِ امروز است.
صیفوری از سال ۱۳۸۰ در دانشکدهٔ هنرهای زیبای دانشگاه تهران، دانشگاه هنر شیراز، دانشگاه سوره تهران، و دانشگاه هنر تهران به دانشجویان کارشناسی و کارشناسی‌ارشد درس داده است. او همچنین کارگاه‌های ویژه‌ای را برای پروژه‌های مفهومی و طراحی‌گرافیک، در استودیوی شخصی‌اش و در شهرهای گوناگون ایران و جهان برگزار کرده. از سویی دیگر، بیش از ده عنوان کتاب و کاتالوگ، حاصل تلاش هنرمند در گسترهٔ هنرهای دیداری و دیزاین است. او همچنین به عنوان استاد راهنما و مشاور، پژوهش‌های شاگردانش را در مقطع کارشناسی‌ارشد و در رشته‌های دیزاین و هنر رسانه‌های نو راهبری کرده‌است.
آثارِ صیفوری در نمایشگاه‌ها، موزه‌ها، گالری‌ها، مجموعه‌ها، وب‌سایت‌ها، کتاب‌ها و مجلاتِ گوناگونی در ایران و جهان ارائه شده‌است. از جمله در: آلمان، فرانسه، لهستان، چین، روسیه، چک، ایتالیا، اوکراین، ژاپن، هند، قطر، هنگ‌کنگ، اسلواکی، امارات، تایوان، آمریکا، قبرس، سویس، هلند، افغانستان، بلژیک، پاکستان، پرو، مکزیک، ترکیه، و کانادا.